# Kaufladen

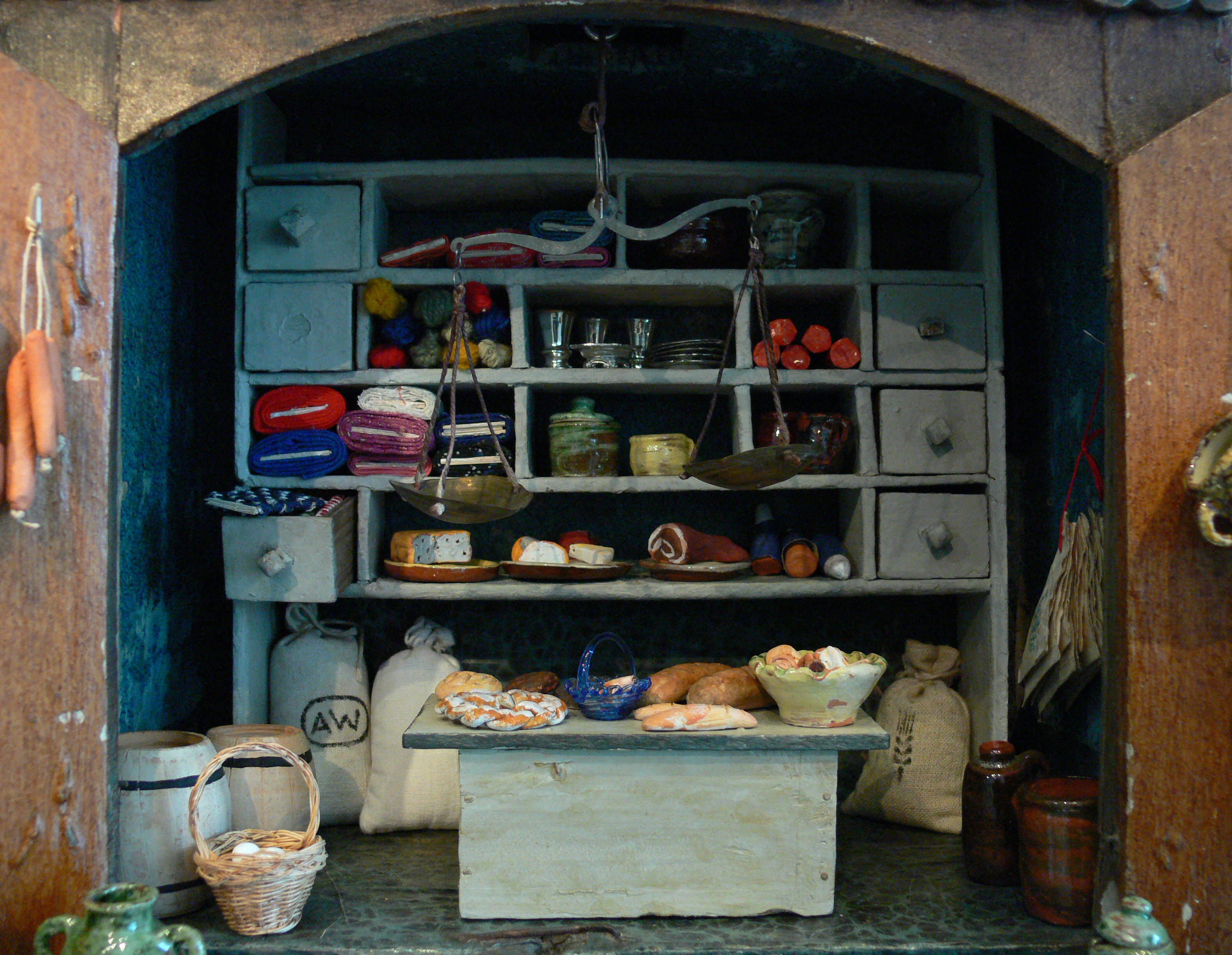
Puppen-Kaufladen um 1830

Kaufladen oder Kaufmannsladen ist heute im Allgemeinen eine Bezeichnung für ein Kinderspielzeug, das ein kleines Einzelhandelsgeschäft für Lebensmittel und andere Waren des täglichen Bedarfs nachbildet.
Ursprünglich war der Begriff Kaufladen (auch Kaufmannsladen, Kramerladen, Krämerladen, Kolonialwarengeschäft oder Gemischtwarengeschäft) eine Bezeichnung für einen Einzelhandelsbetrieb, der seit den 1950er Jahren in Deutschland und der Schweiz umgangssprachlich Tante-Emma-Laden genannt wurde. Von den 1960er Jahren bis zu den 1980er Jahren wurden diese Läden immer mehr von Supermärkten, Drogeriemärkten und Discountern verdrängt und waren um das Jahr 2000 weitgehend aus dem Bild deutscher Städte verschwunden. Ab dem Jahr 2000 zeichnete sich jedoch ein Trend zur Rückkehr der kleinen Geschäfte ab, die oft als Familienbetriebe von Zuwanderern oder Existenzgründern geführt werden.

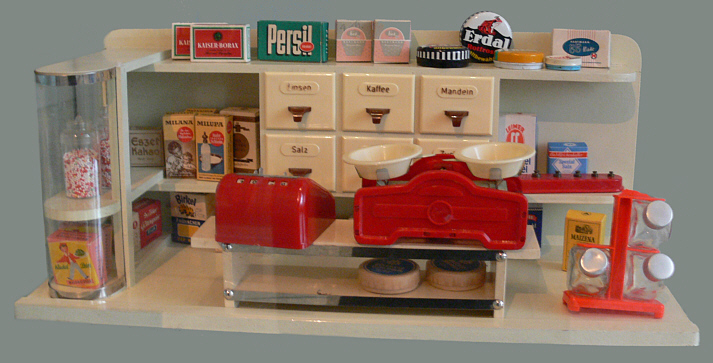
Puppen-Kaufladen von 1957

## Puppen-Kaufladen

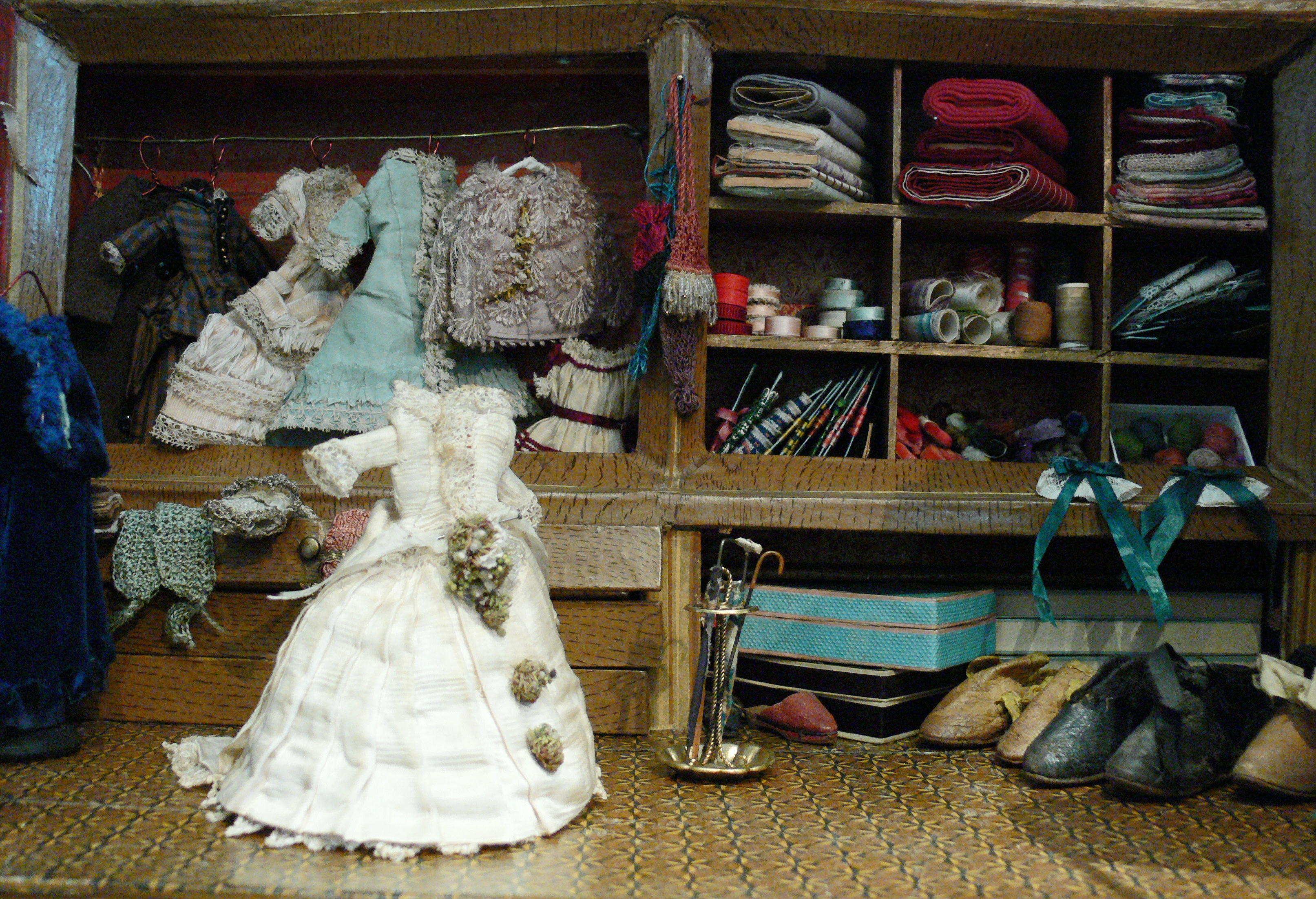
Puppen-Kleiderladen, spätes 19. Jahrhundert

Alte Kaufläden sind meist in Form von Puppen-Kaufläden mit Puppen und Warenminiaturen ähnlich einem Puppenhaus oder Puppenküchen ausgeführt und ebenso wie Puppenküchen zum Spielen mit Figuren und Miniaturen von Waren ausgelegt. Neben Puppenkaufläden, die ein festes Gehäuse besitzen, gab es auch freistehende Marktstände in Kindergröße, mit denen Kinder das Einkaufen der Erwachsenen nachspielen konnten. Puppen-Kaufläden waren seit dem frühen 19. Jahrhundert bekannt und wurden ebenso wie Puppenhäuser meist in Handarbeit von Schreinern oder anderen Handwerkern als Einzelstücke für die Kinder wohlhabender bürgerlicher Familien hergestellt. Die serienmäßige Produktion von Kaufläden setzte erst im letzten Drittel des 19. Jahrhunderts ein. Um 1900 begannen Spielzeugfabrikanten Kaufläden mit kompletter Ausstattung zu vertreiben, die oft über Miniaturnachbildungen von bekannten Markenprodukten in ihrem Warensortiment verfügten. Die Einrichtung und das Angebot der Puppen-Kaufläden orientierte sich dabei auch immer an den zu dieser Zeit bestehenden Lebensmittel- und Kolonialwarenhandlungen und deren Warenangebot und waren somit ein Spiegelbild der jeweiligen Zeit. Der Kolonialismus  als Anspruchshaltung einer Industrienation wie dem Deutschen Reich sowie dessen negativen Folgen wurden dabei nicht hinterfragt und den spielenden Kindern stattdessen mittels der Kaufläden kolonial und Kolonialwaren als Qualitätsmerkmal nähergebracht.
Eine Sonderform des Kaufladens bildet der Puppen-Kaufladen in Form einer Apotheke.
Während Puppenküchen vor allem als Spielzeug für Mädchen vorgesehen waren, um diese auf ihre spätere Rolle als Hausfrau und Mutter vorzubereiten, waren Kaufläden sowohl für Mädchen als auch für Jungen geeignet. Erst durch die konkrete Ausgestaltung und das Warenangebot der einzelnen Kaufläden waren diese geschlechterspezifisch orientiert. Neben den weitverbreiteten Lebensmittel- bzw. Kolonialwarenhandlungen mit einem umfangreichen Sortiment, die sowohl für Jungen als auch für Mädchen geeignet waren, gab es daher auch Darstellungen von Einzelhandelsfachgeschäften wie Stoff- und Modegeschäften, Putzläden und Hutgeschäften, die eher Mädchen ansprechen sollten. Kaufläden, in denen Werkzeug verkauft wurde, waren für Jungen geeignet. Kaufläden in Form von Apotheken sowie kleine Spielzeugläden und Antiquitätenhandlungen waren wiederum sowohl für Jungen als auch für Mädchen geeignet. Mit ihrem Warensortiment, das oft in drängender Enge in einem kleinen Verkaufsraum untergebracht war, vermitteln die Puppen-Kaufläden noch heute ein Bild der damals bestehenden Einzelhandelskultur.
Elementare Bestandteile des Kaufladens sind ein Tresen, eine Kasse und eine Waage sowie Verkaufsregale und Schaufenster, in denen Waren ausgestellt und angeboten werden konnten. Die Schaufenster an der Vorderseite der Kaufläden konnten teilweise zur Seite hin weggeklappt werden, um besser mit dem Kaufladen spielen zu können, zudem konnte dadurch die Spielfläche insgesamt vergrößert werden. Falls keine Kasse vorhanden war, gab es an der Vorderseite des Tresens einen Schlitz, in den Spielgeld für den Kauf der Waren hineingegeben werden konnte. Die Puppen-Kaufläden haben einen rechteckigen oder trapezförmigen Grundriss und sind zur Vorderseite und nach oben offen, was der besseren Bespielbarkeit dient.
In der zweiten Hälfte des 20. Jahrhunderts wurden Puppen-Kaufläden zunehmend von sogenannten Spiel-Kaufläden verdrängt. Erst im Zuge einer in den 1980er Jahren einsetzenden Nostalgiewelle wurden alte oder nachgebaute Puppen-Kaufläden als Sammlerstücke wieder populär (etwa der Maggi-Kaufladen, ein von Marianne Modelle hergestellter Bausatz, der 1980–1986 vom Lebensmittelhersteller Maggi in einer Auflage von 5000 Stück vertrieben wurde). In Ladeneinrichtungen und Supermarktnachbildungen von Herstellern wie Playmobil lebt die Form des Puppen-Kaufladens bis heute auch als Kinderspielzeug weiter.

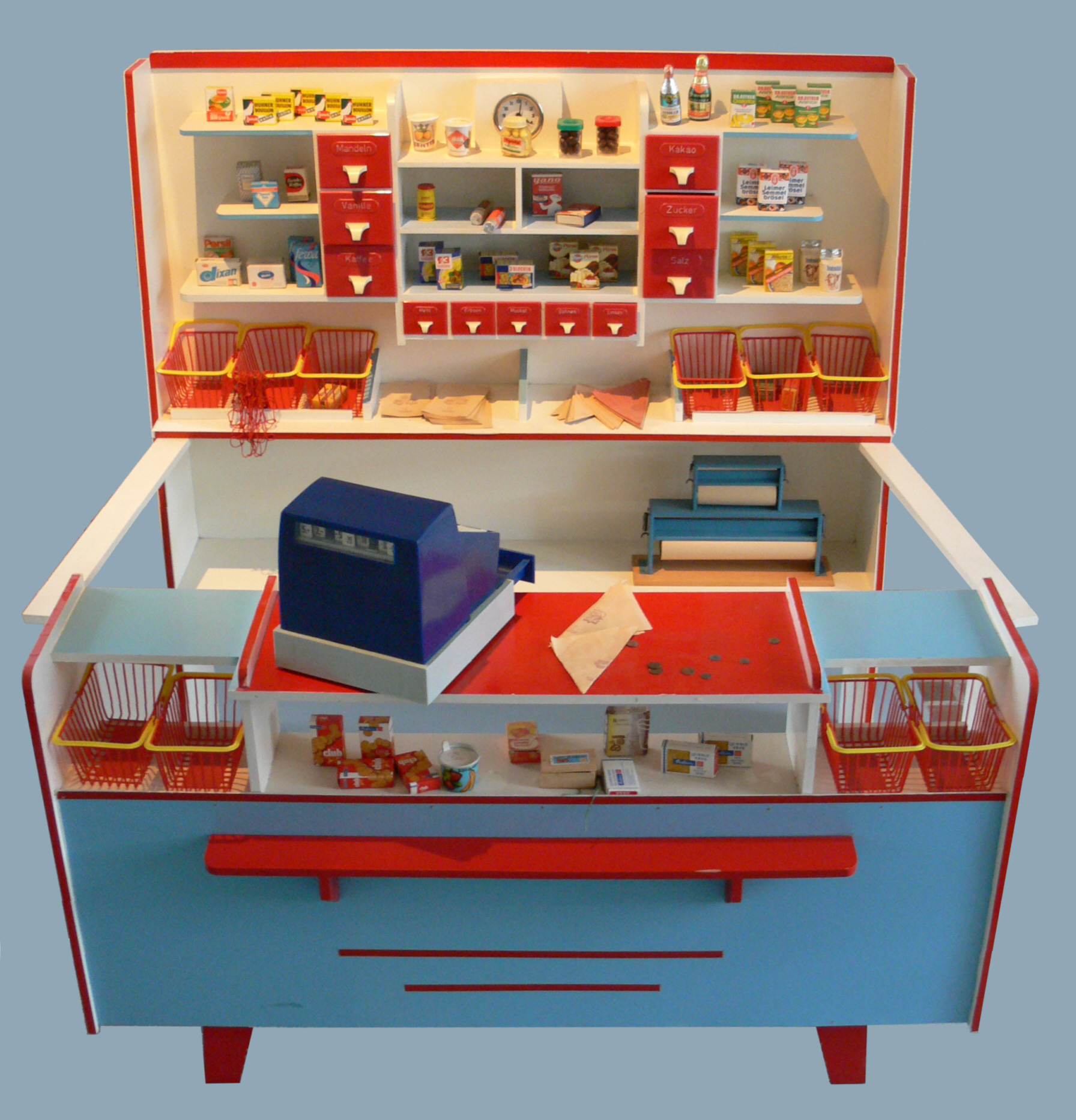
Spiel-Kaufladen von 1960

## Spiel-Kaufladen

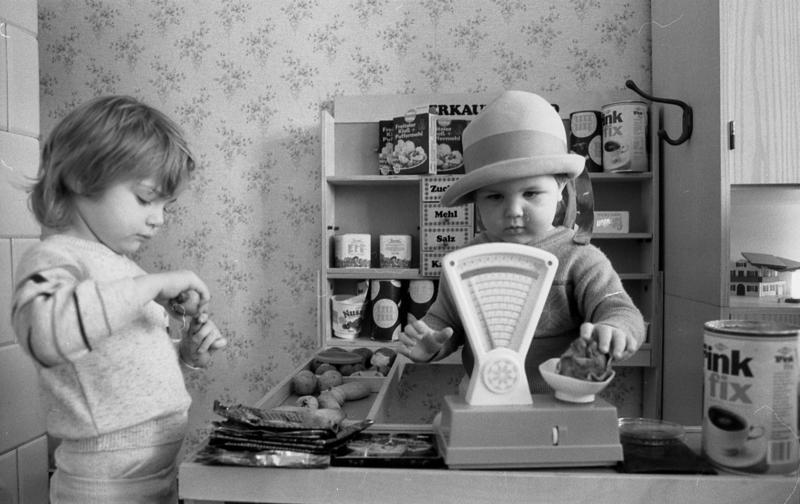
Kaufladen in einem DDR-Kindergarten 1988

Seit Beginn des 20. Jahrhunderts wurden Kaufläden zunehmend als Spielzeug für das kindliche Rollenspiel gefertigt: So übernimmt ein Kind die Rolle des Kaufmanns oder des Verkäufers, während andere Kinder oder Erwachsene die Rolle der Kunden übernehmen. Die Kunden stehen dabei vor dem Tresen und können die Warenauslage bewundern. Über den Tresen wird sowohl das (Verkaufs-)Gespräch geführt als auch der Verkauf abgeschlossen. Von den Kindern werden dabei spielerisch die Interaktion mit anderen Menschen sowie der Umgang mit Geld, Gewichten, Maßen und Waren erlernt.
Solche Kaufläden werden daher auch als Spiel-Kaufladen, Verkaufsstand oder Standkaufladen bezeichnet. Sie sind meist aus Holz, seltener aus Kunststoff, hergestellt und als Regal gestaltet, das auch mit Schubladen und/oder Türen sowie einer Wanduhr versehen sein kann. In den meisten Fällen ist die Regal-Rückwand mit dem (vorderen) Tresen mittels Klapptüren, Ablagen oder Regalen verbunden. Der Tresen enthält oft eine Auslage für Obst oder Gemüse und andere Waren. Als Zubehör für den Kaufladen werden beispielsweise eine Registrierkasse, Spielgeld, eine Waage und Kleidung wie weiße Kittel angeboten. Manche Spielkaufläden können mit wenigen Handgriffen auch zu einem kleinen Puppentheater oder Postschalter umgewandelt werden.
Warenpackungen und Warennachbildungen in Miniaturformat sind als Zubehör im Spielzeughandel erhältlich: Lebensmittel, Obst, Gemüse, Getränke, Reinigungsmittel, Körperpflegeartikel usw. Auch Probepackungen und kleinformatige Verpackungen echter Produkte finden Verwendung. In fertigen Kaufladensortimenten sind oft bekannte Markenartikel enthalten – für Unternehmen von Markenprodukten eröffnet sich mit solchen Nachbildungen somit ein werbender Zugang bereits zur Spielwelt von Kleinkindern.
Obwohl die Einzelhandelsform mit Verkaufsregalen und Tresen heutigen Kindern meist nur noch in Form von Bäckereien und Fleischereien vertraut ist, hat sich die ursprüngliche Kaufladenform bis heute erhalten und nicht grundlegend an die gegenwärtig alltäglichen Supermärkte und Discounter angepasst, was vermutlich daran liegt, dass bei der heutigen Form der Selbstbedienung die Anlässe zur verbalen Kommunikation viel geringer sind. Moderne Elemente von Kaufläden sind vor allem im Warensortiment und in der Kassentechnik zu finden: manche Kaufladenkassen sind modernen Supermarktkassen nachempfunden und mit Waage, Kreditkartenleser, einem Mikrofon für Durchsagen und Warentransportband ausgerüstet. Doch auch für das Nachspielen der Selbstbedienung gibt es Spielzeuge, etwa Einkaufswagen und Selbstbedienungskassen.